# Томас Бертрам Костейн
Томас Бертрам Костейн (англ. Thomas Bertram Costain, 8 травня 1885, Брантфорд, Онтаріо Канада — 8 жовтня 1965, Нью-Йорк, США) — американський письменник канадського походження, журналіст, майстер історичного жанру.

## Життєпис
По закінченні школи, вступив до Brantford Collegiate Institute. Від 1902 року — репортер газети Brantford Courier. Потім співпрацював у провідних канадських, а потім американських тижневиках та журналах, присвячених літературі.
Був штатним співробітником, а від 1917 року — редактором, заснованого в Торонто журналу «Маклін» (англ. Maclean's), а також редактором белетристики в нью-йоркській «Saturday Evening Post».
1920 року переїхав і став громадянином США. від 1934 до 1942 року співпрацював з літературним відділом студії 20th Century Fox. У 1939—1946 роках працював редактором американської видавничої компанії «Doubleday».
Помер 1965 року у своєму будинку в Нью-Йорку від серцевого нападу у віці 80 років.

## Творчість
Ще навчаючись у школі, написав чотири романи (один з яких присвячений принцу Оранському), які не мали успіху у читачів.
Перший вдалий роман Т. Костейна «For My Great Folly» вийшов 1942 році, став бестселером, і відтоді він повністю присвятив себе літературній діяльності, зайнявся історичними дослідженнями, почавши зі серії романів про історію Англії XVIII століття. Написав близько двадцяти романів, виданих у США, перекладених багатьма мовами. Особливу цікавість письменника викликала епоха утвердження християнства в Європі та період розвалу Великої Римської імперії.
Твори є сумішшю комерційної історії («Білий і Золотий», «Історія Нової Франції до 1720») і белетристики, заснованої на реальних історичних подіях.
Найвідоміші твори: «Чорна троянда», «Королівський скарбник», «Блискучий шлях» і, особливо, «Срібна чаша» (1952), яку літературознавці порівнювали зі знаменитим романом «Quo vadis» Г. Сенкевича . Цей роман, присвячений античній історії та зародженню християнства, став бестселером, його екранізовано на студії Warner Bros. Книгу перекладали різними мовами, вона витримала кілька десятків видань у Франції, Англії, США, Канаді, Бельгії, Іспанії, Італії, Росії.
У фільмі «Срібна чаша», який 1954 року поставив Віктор Севілл, знімалися Вірджинія Мейо, Джек Пеланс, П'єр Анджелі та Пол Ньюман. Стрічка двічі номінувалася на премію Оскар.

## Вибрана бібліографія
- Спадкоємці Великої Королеви, або Примха ціною життя (For My Great Folly, 1942)
- Їдь зі мною (Ride With Me, 1944)
- Чорна троянда[en] (1945)
- Скарбник (The Moneyman, 1947)
- Високі вежі (High Towers, 1949)
- Син сотні королів (Son of a Hundred Kings, 1950)
- Срібна чаша[en] (1952)
- Тонтіна (The Tontine, 1955)
- Непочесне місце (Below the Salt, 1957)
- Ніч і зоря (The Darkness And The Dawn, 1959; інша назва — «Гуни»)
- Остання любов (The Last Love, 1963)

Чотири твори Костейна екранізовано:
- «Чорна троянда»[en] (1950), в головній ролі — Тайрон Павер;
- «Son of a Hundred Kings» (1950), мінісеріал Сі-Бі-Сі;
- «Срібна чаша»[en] (1952), костюмний пеплум, у якому дебютував Пол Ньюман;
- «The Chord of Steel» (1960).

## Сім'я
У шлюбі з Ідою Рандолф Спрагдже мав двох дітей. Дочка Моллі Костейн Гейкрафт також стала письменницею.